# 한국군사문제연구원
한국군사문제연구원(韓國軍事問題硏究院, Korea Institute for Military Affairs)은 국방부를 주무관청으로 하는 공익 재단법인이다. 국방·군사에 관한 제반분야를 연구·분석하여 국방정책 수립 및 군사발전에 기여하고 예비역 지원사업을 통하여 국군의 전력 향상에 이바지하기 위하여 1994년 1월 1일부로 설립되었다. 경기도 성남시 수정구 위례대로 83, 국방문화연구센터 10층 (창곡동)에 위치하고 있다.

## 연혁
- 1984년 1월 1일 연구활동 지원 개시 (군인공제회)
- 1989년 11월 1일 군인공제회 산하 군사문제연구소 설립
- 1990년 1월 1일 예비역 대령까지 확대 지원
- 1993년 9월 15일 국방부 정책회의 의결
- 1993년 12월 10일 한국군사문제연구원 창립총회
- 1994년 1월 1일 재단법인 한국군사문제연구원 설립
- 1994년 7월 1일 한국군사 창간호 발간
- 1997년 2월 1일 국방취업지원센터 개설
- 1999년 10월 15일 군사연구실/자료실 개관
- 2001년 2월 20일 교양강좌반 개설
- 2014년 1월 1일 월간 군사저널 공동발간
- 2014년 11월 26일 연구원 이전(국방문화연구센터)
- 2014년 12월 31일 국방취업지원센터 사업종료 → 국방전직교육원 창설 및 임무전환
- 2015년 5월 26일 KIMA 호국장학금 지급 개시
- 2015년 9월 1일 예비역 힐링프로그램 운영
- 2016년 1월 1일 정책제언 체계구축
- 2016년 2월 1일 인터넷방송 사업 개시
- 2016년 3월 지정기부금단체 지정
- 2016년 4월 연구실/예비역라운지 개관 (KIMA빌딩)
- 2017년 1월 대한민국 100대 싱크탱크 외교안보 분야 12위 선정
- 2017년 1월 한국군사문제연구원 소식지 창간
- 2017년 3월 KIMA Newsletter 창간호 발간
- 2017년 6월 학술지 한국군사 창간
- 2017년 6월 KIMA 청춘사진관 개관
- 2017년 8월 성실공익법인 지정
- 2017년 11월 자랑스러운 예비역상 제정
- 2017년 12월 월간 군사저널 공동발간 종료
- 2018년 3월 월간 KIMA 창간(한국군사문제연구원 소식지 발간 종료)
- 2019년 11월 학술지 한국군사, 한국연구재단 등재후보 학술지로 선정(한국연구재단)
- 2020년 1월 3축 연구위원 체계 구축(전문/객원/예비역연구위원)
- 2020년 7월 KIMA정책연구 창간호 발간
- 2021년 11월 학술지 한국군사, 등재학술지로 선정(한국연구재단)

## 주요 업무
- 국방·군사분야에 대한 연구조사
- 국방정책부서 및 연구기관에 자문
- 학술연구발표 및 유관기관과 교류
- 학술서지 발간
- 현역 및 예비역 활동 지원
- 사업목적 달성을 위하여 필요하다고 인정되는 수익사업 및 부대사업

## 위치
- 국방문화연구센터 본관(경기 성남시 수정구 위례대로83)
- KIMA빌딩(서울 강남구 테헤란로81길 14)
- KIMA빌딩(대전 중구 은행동 대종로 476)

## 역대 원장
- 1대(1994.02.01~1996.01.31) : 김상호 원장 (예비역 육군 중장)
- 2대(1996.02.01~1999.03.31) : 김태섭 원장 (예비역 육군 중장)
- 3대(1999.04.01~2002.03.31) : 이규환 원장 (예비역 육군 중장)
- 4대(2002.04.01~2004.09.21) : 함덕선 원장 (예비역 육군 중장)
- 5대(2004.10.15~2007.10.14) : 김  현 원장 (예비역 공군 소장)
- 6대(2007.11.26~2008.08.28) : 박홍근 원장 (예비역 육군 소장)
- 7대(2008.10.06~2011.10.05) : 변상복 원장 (예비역 육군 소장)
- 8대(2011.10.06~2013.06.14) : 김태교 원장 (예비역 육군 소장)
- 9대(2013.09.06~2016.09.05) : 이명구 원장 (예비역 육군 소장)
- 10대(2016.09.06~2019.09.05) : 오창환 원장 (예비역 공군 중장)
- 11대(2019.09.06~2022.09.05) : 박재복 원장 (예비역 공군 중장)
- 12대(2022.11.01~) : 김형철 원장 (예비역 공군 중장)

## 같이 보기
- 대한민국 국방부
- 군인공제회